# Edna Tichenor
Edna Frances Tichenor (1 de abril de 1901 – 19 de noviembre de 1965) fue una actriz de cine estadounidense cuya carrera destacó sobre todo en la época del cine mudo en los años 20, donde interpretaba a vampiresas. Se la recuerda sobre todo por tres papeles en películas de Tod Browning: en el drama de 1923 Drifting, la película muda de terror  London After Midnight, y el drama The Show, ambas realizadas en 1927.

## Primeros años
Tichenor nació el 1 de abril de 1901 en Saint Paul, Minnesota, hija de Ira C. y Hattie Tichenor (de soltera, Craig). En 1904, la familia se trasladó a Los Ángeles, California, donde su padre trabajó como redactor inmobiliario para Los Angeles Examiner, y más tarde como redactor financiero del Salt Lake City Telegram de Utah, antes de regresar a Los Ángeles.
Tichenor asistió a la escuela primaria y secundaria en Los Ángeles y se graduó en el Long Beach Polytechnic High School. Poco después de graduarse, se casó con el mecánico de automóviles Robert J. Springer en 1919. La pareja se divorció en 1930.

## Carrera
El primer papel acreditado de Tichenor fue el de Molly Norton en la película dramática de 1923 Drifting, dirigida por Tod Browning y protagonizada por Priscilla Dean, Matt Moore y Anna May Wong. Fue producida y distribuida por Universal Pictures. Ese mismo año, apareció en dos películas más: el pequeño papel de Dolly Baxter en la comedia dirigida por Harry Beaumont The Gold Diggers (1923) para Warner Bros., y un papel no acreditado como Cleo en el drama romántico Maytime (1923), dirigido por Louis J. Gasnier y con Clara Bow en un primer papel.
A mediados de la década de 1920, Tichenor comenzó a adoptar un personaje de vampiresa siniestra en el cine, apareciendo en papeles como el de La dama pintada en la película policíaca de Chester M. Franklin The Silent Accuser (1924), y dos papeles en cortometrajes de 1926 titulados simplemente La vampiresa. Posiblemente se recuerde más a Tichenor por sus papeles en dos películas de 1927 dirigidas por Tod Browning: el pequeño papel de Arachnida, un artista de feria que tiene cuerpo de araña y cabeza de mujer, en el drama policíaco The Show; y como Luna, la chica murciélago, en la película de terror perdida de Browning London After Midnight, estrenada por Metro-Goldwyn-Mayer y protagonizada por Lon Chaney. La última copia conocida de la película fue destruida en el incendio de la bóveda de MGM de 1965.
Antes de dejar de actuar, Tichenor aun apareció en unas doce películas. Su última aparición cinematográfica conocida fue un pequeño papel en la película de misterio de Tod Browing West of Zanzibar, de 1928, protagonizada por Lon Chaney y Lionel Barrymore.

## Vida personal y muerte
Tras divorciarse de Robert J. Springer en 1930, Tichenor volvió a vivir con sus padres en Los Ángeles. Más tarde se casó con Harry West. Tichenor murió en 1965 en el Centro Médico Cedars-Sinaí debido a una perforación del ciego e intoxicación sanguínea con obstrucción intestinal tras una operación para extirparle el útero y los ovarios, a los 64 años. Fue incinerada y sus cenizas se entregaron a West.

## Filmografía
| Año  | Título                 | Papel                         | Notas               |
| ---- | ---------------------- | ----------------------------- | ------------------- |
| 1923 | Drifting               | Molly Norton                  |                     |
| 1923 | The Gold Diggers       | Dolly Baxter                  | Película incompleta |
| 1923 | Maytime                | Cleo                          | Sin acreditar       |
| 1924 | One Night in Rome      | Sirvienta italiana            |                     |
| 1924 | The Silent Accuser     | La dama pintada               |                     |
| 1925 | The Merry Widow        | Dopey Marie                   | Sin acreditar       |
| 1926 | The Gosh-Darn Mortgage | La vampira                    | Cortometraje        |
| 1926 | Officer of the Day     | La vampira                    | Cortometraje        |
| 1927 | The Show               | Arachnida - la mujer araña    | Sin acreditar       |
| 1927 | London After Midnight  | Luna, la chica murciélago     | Película perdida    |
| 1928 | West of Zanzibar       | bailarina en el Zanzibar Club | Sin acreditar       |